# Четиритрибезкрайноъгълно пано
Четиритрибезкрайноъгълното пано е хиперболично пано. На всеки връх има един триъгълник, два квадрата и един безкрайноъгълник. Дуалното пано е делтоидно трибезкрайноъгълно пано. Връхната фигура е трапец

## Свързани пана

### Трибезкрайноъгълни пана
- триредово безкрайноъгълно пано
- пресечено триредово безкрайноъгълно пано
- трибезкрайноъгълно пано
- пресечено безкрайноредово триъгълно пано
- безкрайноредово триъгълно пано
- четиритрибезкрайноъгълно пано
- пресечен трибезкрайноъгълно пано
- скосено трибезкрайноъгълно пано
- двутриъгълно трибезкрайноъгълно пано
- скосено тритрибезкрайноъгълно пано